# Zamek Finstergrün
Zamek Finstergrün (niem. Burg Finstergrün) – zamek w kraju związkowym Salzburg w Austrii. Zamek Finstergrün jest położony na wysokości 1087 m n.p.m. 
Uważa się, że zamek został zbudowany w latach 1296/97 przez Rudolfa von Fohnsdorf. W 1300 roku opisywano zamek jako „twierdzę graniczną” między arcybiskupstwem salzburskim a księstwem Styrii. W XIV i XV wieku stał się siedzibą administratora, który odpowiadał za zarządzanie kopalniami srebra w Ramingstein. Pierwsza udokumentowana wzmianka o nazwie Finstergrün (dosł. ciemny rów) pojawiła się w 1629 roku.
W 1841 roku kompleks zamkowy uległ zniszczeniu w wyniku pożaru lasu. W 1899 roku nowy właściciel, hrabia Sándor Szapary (1858-1904), kupił zamek i odbudował z ruin wygodny dom. Później odziedziczył go jego syn. W latach 30. i 40. XX wieku zamek należał do wdowy po nim, hrabiny Margit Szapáry, która przyjmowała w zamku wybranych gości.
Po II wojnie światowej Zamek Finstergrün stał się ośrodkiem działalności ewangelickiego ruchu młodzieżowego.

## Zobacz także
- Lista zamków w Austrii